# 井上裕介 (バレーボール)
井上 裕介（いのうえ ゆうすけ、1983年8月5日 - ）は、日本の元男子バレーボール選手、指導者。

## 来歴
灘崎小学校バレー部（灘崎フリッパーズ）監督の勧誘を受け、小学3年よりバレーボールを始める。
国際武道大学を卒業後、2006年に入団した大分三好ヴァイセアドラーでは2年連続サーブレシーブ賞、2008年に移籍した堺ブレイザーズでは2年連続ベストリベロ賞を受賞した。
2008年、全日本代表に選出され、ワールドリーグに出場。
2009年、ワールドグランドチャンピオンズカップに出場した。
2018年の第67回黒鷲旗全日本男女選抜バレーボール大会をもって現役を引退し、同年6月にV.LEAGUE DIVISION1 WOMENに所属するJTマーヴェラスのコーチに就任した。
2021年、2020-21シーズン終了をもってJTを退団しV1女子のNECレッドロケッツのコーチに就任した。NECで2シーズンコーチを務めた。
2023年、JTマーヴェラスに復帰し再びコーチに就任した。

## 球歴
- 全日本代表 - 2008-2009年
  - ワールドグランドチャンピオンズカップ - 2009年
  - ワールドリーグ - 2008年
  - アジアカップ - 2008年

## 受賞歴
- 2007年 - 2006/07 Vプレミアリーグ サーブレシーブ賞
- 2008年 - 2007/08 Vプレミアリーグ サーブレシーブ賞
- 2009年 - 2008/09 Vプレミアリーグ ベストリベロ賞
- 2010年 - 2009/10 Vプレミアリーグ ベストリベロ賞
- 2012年 - 第61回黒鷲旗大会 ベストリベロ賞

## 所属チーム
- 玉野光南高校
- 国際武道大学
- 大分三好ヴァイセアドラー（2006-2008年）
- 堺ブレイザーズ（2008-2018年）